# Агилас Перейра
Агилас Перейра (на испански: Águilas Pereira) е колумбийски професионален футболен отбор от Перейра, департамент Рисаралда. Създаден е на 27 май 1991 г. в Итагуи, департамент Антиокия под името Депортиво Индустриал Итагуи, а преди през 2014 г. да бъде прекръстен на Агилас Перейра носи още имената Депортиво Антиокия, ФК Итагуи, ФК Бахо Каука (тогава е преместен в Каукасия, Антиокия), Итагуи Дитайрес (отново в Итагуи), ФК Итагуи и Агилас Дорадас де Рисаралда. Играе в Категория Примера А.

## История
Между 1991 и 2004 г. отборът играе в Итагуи. След това, между 2004 и 2008 г. е преместен в град Каукасия, а впоследствие се връща отново в Итагуи. През 2010 г. печели първата си титла, ставайки шампион в Категория Примера Б, с което печели и промоция в първа дивизия. Същата година става първият отбор от втора дивизия, който стига до финал за Купата на Колумбия, като по пътя си отстранява елитните Депортес Толима, Атлетико Насионал и Мийонариос, но в него губи от Депортиво Кали. Най-успешният сезон на отбора в Примера Категория А е през 2012 г., когато завършва на трето място в Апертура и на четвърто във Финалисасион и участва в плейофите, за определяне на участниците в Копа Либертадорес. Въпреки че не успява да се пребори за място в този турнир, като трети най-добър отбор след тези, спечелили право на участие в Копа Либертадорес, през 2013 г. участва в Копа Судамерикана. Там стига до четвъртфинал.
През май 2014 г. след скандал между президента на отбора и кмета на Итагуи относно финансирането на отбора, кметът взима решение да изхвърли отбора от града. Оттогава отборът играе в Перейра.

### Имена
| Години      | Име                         |
| ----------- | --------------------------- |
| 1991 – 1994 | Депортиво Индустриал Итагуи |
| 1994 – 1996 | Депротиво Антиокия          |
| 1996 – 2004 | ФК Итагуи                   |
| 2004 – 2008 | ФК Бахо Каука               |
| 2008 – 2013 | Итагуи Дитайрес             |
| 2013 – 2014 | ФК Итагуи                   |
| 20140       | Агилас Дорадас де Рисаралда |
| 2014-0      | Агилас Перейра              |

## Успехи
- Категория Примера Б:
  - Шампион: 2010
  - Вицешампион: 1999
- Копа Коломбия
  - Финал: 2010
- Копа Судамерикана
  - Четвъртфинал (2013)

## Известни бивши футболисти
- Йохан Фонлантен

## Отбор пофутзал
От 2011 г. Агилас Перейра има и отбор по футзал, който се казва Таленто Дорадо де Итагуи. Той е двукратен шампион на страната (2012 А, 2013 А), носител на Копа Мерконорте Футзал (2013) и финалист за Копа Либертадорес де футбол сала (2013).